# いわき湯本病院
いわき湯本病院（いわきゆもとびょういん）は、福島県いわき市に所在し、医療法人常磐会が運営する病院。正式名称は、医療法人常磐会 いわき湯本病院。医療法人社団健育会グループ。
1921年に入山採炭の病院として開設され、以降、外来・入院・リハビリテーション、訪問診療・訪問看護、健康診断・人間ドックなどの医療を提供している。

## 沿革

### 入山病院時代
- 1921年 - 入山採炭の事業所病院として、入山病院を開設。
- 1935年 - 磐城炭鉱の診療所として、磐崎診療所を開設。
- 1939年 - 磐城炭鉱の診療所として、鹿島診療所を開設。
- 1940年 - 磐城炭鉱の事業所病院として、内郷病院を開設。
- 1944年 - 戦時統合に基づく合併で常磐炭鉱となり、各所の病院・診療所へ改称。
- 1953年
  - 常磐炭鉱准看護婦養成所を開設（内郷）。
  - 東北大学医学部付属病院鉱山医学研究室を設置（湯本）。
- 1962年 - 病棟完成、診療所から病院となる。

### 常磐会設立
- 1963年 - 事業所病院より独立、医療法人常磐会に改組。
- 1964年 - 健康保険組合より産院の経営を移管される（湯本）。
- 1967年 - 監察室・結核病棟の改造を行い、病棟134床へ施設を拡充（内郷）。
- 1977年 - 病棟ほかを増改築、158床・2,163m2とする。
- 1988年 - 新病棟が竣工。
- 1991年 - 内郷病院を閉鎖、湯本病院へ統合する。
- 1998年
  - 療養型病床群の資格を取得する。
  - 病床構成を158床（療養病棟81床、一般病棟51床、産科病床26床）とする。
- 2001年 - 診療棟が竣工、駐車場の整備が完了。
- 2002年 - 管理棟を改築（厨房ほか）。院外処方を開始。
- 2003年 - 浴室棟が竣工。
- 2004年 - 病床を変更（療養病棟81床→103床、一般病棟77床→51床）。

### 健育会グループ入り
- 2006年 - 健育会グループへ経営を移管。
- 2011年 - 病床を変更（療養病棟103床→106床、一般病棟51床→48床）。
- 2014年 - 一般病棟を地域包括ケア病棟へ変更。

## 診療科目
- 内科
- 外科
- 整形外科
- リハビリテーション科
- 耳鼻咽喉科
- 眼科
- 皮膚科
- 形成外科

## 医療機関の指定等
- 保険医療機関
- 労災保険指定医療機関
- 生活保護法指定医療機関

## 交通アクセス
- JR常磐線 湯本駅下車、徒歩10分。
- JR常磐線湯本駅から、タクシーで3分。
- JR常磐線湯本駅から、新常磐交通「八仙橋」バス停留所下車、徒歩1分。
- 常磐自動車道いわき湯本ICから10分。